# عزلة بني محمد (الحديدة)

تعديل مصدري - تعديل

عزلة بني محمد هي إحدى عزل مديرية المغلاف في محافظة الحديدة اليمنية ويبلغ تعداد سكانها 17495 نسمة حسب التعداد السكاني في اليمن لعام 2004.